# Village québécois d'antan
Le village québécois d'antan est un site touristique illustrant la vie au Québec au XIXe siècle. Le site est situé au 1425, rue Montplaisir à Drummondville.

## Histoire
Le village québécois d'antan a été conçu et créé en 1977 par Claude Verrier, historien, à la demande de la Chambre de commerce du comté de Drummond. La mission du village était de reconstituer un village québécois du XIXe siècle et du début du XXe siècle et de présenter les us et coutumes des habitants de cette époque. Il s'agit du premier site historico-touristique du genre au Québec. Les travaux d'aménagement commencent à l'été 1977 sur un terrain localisé sur la rive droite de la rivière Saint-François, près du parc québécois des Voltigeurs. Des maisons d'époque et originaires de la région sont recueillies grâce aux dons de diverses familles. Par ailleurs, en août 1977, un appel de dons ou de prêts est lancé au public afin de collecter des objets et meubles datant entre les années 1810 et 1910. En 1979, le financement manque et on anticipe l'interruption du projet. En mai de la même année, le gouvernement provincial accorde une subvention de 35 000 dollars provenant du programme pour assistés sociaux. Ce soutien financier permet au président du village Gérard Ruel d'assurer la continuité des travaux, à un rythme ralenti, pendant les deux prochains mois. Bien que le village ne soit pas tout à fait terminé, les visiteurs sont accueillis pour la première fois le 15 juillet 1980, date de l'inauguration.
En mai 2019, la ville de Drummondville et les gouvernements du Québec et du Canada s'unissent afin d'offrir des subventions totalisant 1,1 million de dollars. Grâce à ces moyens financiers, plus de 33 bâtiments du village seront restaurés.

## Attractions du village
Les maisons du village québécois d'antan sont d'authentiques maisons du XIXe siècle qui ont été transportées sur le site pour recréer un village reproduisant les caractéristiques de la société des années 1810-1910.
On peut retrouver sur le site :
- 70 bâtiments du XIXe siècle (incluant une cabane à sucre, une école de rang, la maison du docteur du village, une église, un bureau de poste, etc.[4]) ;
- 22 maisons avec des guides costumés qui reproduisent les activités artisanales de l'époque ;
- 18 économusées sur des métiers traditionnels ;
- un site de 2.8 kilomètres situé en pleine nature ;
- plus de 100 hommes de métiers anciens, d'artisans et d'employés.

### Activités thématiques
- Saison hivernale :  Le village illuminé[8]
- Halloween : Le village hanté[9]

## Camp de jour
Le village Québécois d’Antan offre son camp de Jour, Les Jeunes de Jadis, où les enfants participants portent des costumes d’époque et pratiquent des activités ancestrales telles que la fabrication de chandelles, le travail de la forge et le filage de la laine.

## Cinéma et télévision
- En 1982, la série Les Racontages produite par l'écrivain Louis Caron trifluvien et la société Radio-Canada a été en partie filmée au village québécois d'antan[11].
- De 1984 à1992, la série télévisée Entre chien et loup est filmée au village québécois d'antan[12]
- Le village québécois d'antan a servi de lieu de tournage au film Pieds nus dans l'aube, réalisé par Francis Leclerc[13].
- En 2004-2005, le film Aurore utilise le village comme lieu de tournage[12].

## Direction générale
- Éric Verreault
- Alain Côté (intérim)
- Guy Bellehumeur